# Khairpur
Khairpur ou Khayrpur (en ourdou : خیرپور) est une ville pakistanaise située dans la province du Sind. Elle est la capitale du district de Khairpur.
Conquise par les Britanniques, Khayrpur était un État princier des Indes, dirigé par des souverains qui portaient le titre de « mir » et qui subsista jusqu'en 1955.
La population de la ville a été multipliée par près de quatre entre 1972 et 2017, passant de 49 235 habitants à 183 181. Entre 1998 et 2017, la croissance annuelle moyenne s'affiche à 2,9 %, supérieure à la moyenne nationale de 2,4 %. En 2023, la population de la ville monte à 191 044 habitants.
|            | 1972 (rec.) | 1981 (rec.) | 1998 (rec.) | 2017 (rec.) | 2023 (rec.) |
| ---------- | ----------- | ----------- | ----------- | ----------- | ----------- |
| Population | 48 299      | 61 447      | 105 637     | 183 181     | 191 044     |